# Get Outta My Way
Get Outta My Way è un singolo della cantante Australiana Kylie Minogue, secondo estratto dal suo album del 2010 Aphrodite. È in uscita il 27 settembre 2010 nel Regno Unito, mentre in Europa verrà pubblicato qualche giorno prima. Il singolo viene trasmesso dalle radio italiane a partire da venerdì 17 settembre.

## Descrizione
La cantante ha confermato che il secondo singolo estratto dal suo lavoro del 2010 sarebbe stato Get Outta My Way il 5 luglio 2010 ad Ibiza, in occasione del concerto promozionale e del party di lancio dell'album tenutosi proprio in quei giorni sull'isola. Il singolo è un brano dance pop ed elettropop, con influenze di musica disco, caratterizzato da un tono euforico, tipico stile della cantante.
Kylie ha presentato il singolo (con relative coreografie e scenografie ispirate al videoclip che lo accompagna) al programma televisivo statunitense America's Got Talent, mentre in Italia presenta lo stesso alla semifinale del noto evento Miss Italia, il 12 settembre 2010.

## Il video
Il video, diretto dal duo AlexAndLiane, ha come protagonista la luce: il noto artista Frieder Weiss ha creato per il video degli screen e floor-screen (led al pavimento), le cui luci seguono i movimenti umani e li ha applicati al videoclip, caratterizzando il video con un dinamismo da camera. Nel video, si vede la cantante ballare prima sui floor-screen, poi a fianco a dei wall-screen (led a muro), con ballerini che fanno vogueing.
Il video rappresenta i quattro elementi (fuoco, acqua, aria, terra) in modo figurativo ed attraverso le luci, così come rispecchia il tema di Afrodite dell'album, rappresentando la cantante su una passerella che fronteggia il Dio del Sole. Al video sono state attribuite somiglianze ad un precedente successo Minogue, Slow, per i movimenti orizzontali sul pavimento.

## Classifiche
| Classifica (2010) | Posizione massima |
| ----------------- | ----------------- |
| Austria           | 61                |
| Belgio (Fiandre)  | 55                |
| Belgio (Vallonia) | 46                |
| Cile              | 45                |
| Francia           | 29                |
| Germania          | 41                |
| Giappone          | 57                |
| Irlanda           | 33                |
| Italia            | 55                |
| Regno Unito       | 12                |
| Repubblica Ceca   | 50                |
| Slovacchia        | 18                |
| Spagna            | 11                |
| Svizzera          | 61                |

## Tracce
CD singolo promo
1. Get Outta My Way
2. Get Outta My Way (Strumentale)

CD singolo promo maxi
1. Get Outta My Way (SDP Extended Mix)
2. Get Outta My Way (Kris Menace Remix)
3. Get Outta My Way (Beataucue Remix)
4. Get Outta My Way (Sidney Samson Remix)

CD singolo
1. Get Outta My Way
2. Get Outta My Way (7th Heaven Radio Edit)

CD singolo maxi
1. Get Outta My Way
2. Get Outta My Way (Bimbo Jones Club Edit)
3. Get Outta My Way (Sidney Samson Remix)
4. Get Outta My Way (Paul Harris Remix)
5. Get Outta My Way (Mat Zo Remix)
6. Get Outta My Way (Video)

Vinile 7"
1. Get Outta My Way
2. Get Outta My Way (Bimbo Jones Piano Mix Edit)

Download digitale (Stati Uniti
1. Get Outta My Way (7th Heaven Club Mix)
2. Get Outta My Way (7th Heaven Radio Edit)
3. Get Outta My Way (Paul Harris Dub Remix)
4. Get Outta My Way (Paul Harris Remix)
5. Get Outta My Way (Stuart Price Extended Club)

Download digitale
1. Get Outta My Way
2. Get Outta My Way (Bimbo Jones Club Edit)
3. Get Outta My Way (Sidney Samson Remix)
4. Get Outta My Way (7th Heaven Radio Edit)
5. Get Outta My Way (Paul Harris Dub Remix)
6. Get Outta My Way (Daddy's Groove Remix)
7. Get Outta My Way (Estesa)